# Лорд Рутвен из Фрилэнда
Лорд Рутвен из Фрилэнда — наследственный титул в системе Пэрства Шотландии.

## История
Титул лорда Рутвена из Фрилэнда был создан в 1651 году для сэра Томаса Рутвена (ум. 1671). Он был сыном Уильяма Рутвена и внуком Александра Рутвена, младшего сына Уильяма Рутвена, 2-го лорда Рутвена (ум. 1552). Жалованная грамота на пэрство, как говорят, сгорела в доме Фрилэнд в 1750 году, а остальные титулы в звании пэра точно не известны. Лорду Рутвену в 1671 году наследовал его сын, Дэвид Рутвен, 2-й лорд Рутвен из Фрилэнда (ум. 1701). Он не был женат, и после его смерти в 1701 году титул и поместья перешли к его младшей сестре, Джейн Рутвен (ум. 1722). Её имения унаследовал племянник, Уильям Каннингем, 3-й баронет из Каннингэмхеда. Он был единственным сыном Энн Рутвен, старшей сестры 3-й леди Рутвен. Он взял себе фамилию «Рутвен» после смерти своей тётки, но после вступления в наследство прожил всего шесть месяцев и никогда не пользовался новым титулом.
После смерти бездетного Уильяма Рутвена титул унаследовала его двоюродная сестра, Изабелла Рутвен, 4-я леди Рутвен из Фрилэнда (ум. 1783). Она была дочерью достопочтенной Элизабет Рутвен, второй дочери 1-го лорда Рутвена, и сэра Фрэнсиса Рутвена, 1-го баронета из Редкасла. Изабелла Рутвен вышла замуж за Джеймса Джонстона из Грейтни, который вместе со своей женой взял фамилию «Рутвен» вместо Джонстон. В качестве леди Рутвен Изабелла присутствовала на коронации короля Великобритании Георга II. Её правнук, Джеймс Рутвен, 7-й лорд Рутвен из Фрилэнда (1777—1853), умер бездетным. Ему наследовала его младшая сестра, Мэри Элизабет Рутвен, 8-я леди Рутвен из Фрилэнда (1784—1864). Она была женой Уолтера Хоура. Позднее муж и жена приняли дополнительную фамилию «Хоур-Рутвен». Её внук, Уолтер Джеймс Рутвен, 9-й лорд Рутвен (1838—1921), имел чин подполковника стрелковой бригады, в молодости участвовал в Крымской войне, а также в Первой Мировой войне (хотя тогда ему было за 70). В 1919 году для него был создан титул барона Рутвена из Гоури в графстве Перт (Пэрство Соединённого королевства), что дало ему и его потомкам автоматическое место в Палате лордов Великобритании.
Его второй сын — бригадир достопочтенный Александр Хоур-Рутвен (1872—1955) — был губернатором Южной Австралии (1828—1934) и Нового Южного Уэльса (1935—1936), генерал-губернатором Австралии (1936—1945). В 1945 году для него был создан титул графа Гоури (Пэрство Соединённого королевства). В 1921 году лорду Рутвену наследовал его старший сын, Уолтер Патрик Хоур-Рутвен, 10-й лорд Рутвен из Фрилэнда (1870—1956), генерал-майор шотландской гвардии. Он скончался, не оставив мужских потомков. В 1956 году титул барона Рутвена из Гоури унаследовал его внучатый племянник, Грей Рутвен, 2-й граф Гоури (род. 1939). Лордство Рутвен из Фрилэнда, которое могло наследоваться по женской линии, получила его старшая дочь, Бриджит Хелен Монктон, 11-я леди Рутвен (1896—1982). Её первым мужем был Джордж Джосселин Л’Эстранж Говард, 11-й граф Карлайл (1895—1963), а вторым — сэр Уолтер Монктон (1891—1965). После её смерти в 1982 году титул перешёл к её сыну от первого брака, Чарльзу Джеймсу Рутвену Говарду, 12-му лорду Рутвену (1923—1994), который в 1963 году стал преемником своего отца в качестве 12-го графа Карлайла.
По состоянию на 2023 год носителем титула являлся его старший сын, Джордж Уильям Бомон Говард, 13-й граф Карлайл, 13-й лорд Рутвен из Фрилэнда (род. 1949), который сменил своего отца в 1994 году.

## Лорды Рутвен из Фрилэнда (1651)
- 1651—1671: Томас Рутвен, 1-й лорд Рутвен из Фрилэнда (ум. 6 мая 1671), сын Уильяма Рутвена и внук Александра Рутвена из Фрилэнда (ум. 1599)
- 1671—1701: Дэвид Рутвен, 2-й лорд Рутвен из Фрилэнда (ум. апрель 1701), единственный сын предыдущего
- 1701—1722: Джейн Рутвен, 3-я леди Рутвен из Фрилэнда (ум. апрель 1722), сестра предыдущего
- 1722—1732: Изабелла Рутвен, 4-я леди Рутвен из Фрилэнда (ум. 23 июня 1783), дочь Элизабет Рутвен и сэра Фрэнсиса Рутвена, 1-го баронета из Редкасла, внучка 1-го лорда Рутвена из Фрилэнда, жена полковника Джеймса Рутвена из Грейтни
- 1732—1783: Джеймс Рутвен, 5-й лорд Рутвен из Фрилэнда (ум. 3 июля 1783), единственный сын предыдущей
- 1783—1789: Джеймс Рутвен, 6-й лорд Рутвен из Фрилэнда (16 декабря 1733 — 27 декабря 1789), старший сын предыдущего от первого брака
- 1789—1853: Джеймс Рутвен, 7-й лорд Рутвен из Фрилэнда (17 октября 1777 — 27 июля 1853), единственный сын предыдущего
- 1853—1864: Мэри Элизабет Торнтон Гор-Рутвен, 8-я леди Рутвен из Фрилэнда (ок. 1784 — 13 февраля 1864), младшая сестра предыдущего, жена Уолтера Гора-Рутвена (1784—1878)
- 1864—1921: Уолтер Джеймс Гор-Рутвен 9-й лорд Рутвен из Фрилэнда (14 июня 1838 — 28 февраля 1921), старший сын Уильяма Рутвена (ум. 1847), внук Мэри Элизабет Гор-Рутвен и Уолтера Гор-Рутвена
- 1921—1956: Генерал-майор Уолтер Патрик Гор-Рутвен, 10-й лорд Рутвен из Фрилэнда (6 июня 1870 — 16 апреля 1956), старший сын предыдущего
- 1956—1982: Бриджит Хелен Монктон, 11-я леди Рутвен из Фрилэнда (27 июля 1896 — 17 апреля 1982), старшая дочь предыдущего
- 1982—1994: Чарльз Джеймс Рутвен Говард, 12-й граф Карлайл, 12-й лорд Рутвен из Фрилэнда (21 февраля 1923 — 28 ноября 1994), единственный сын предыдущей от первого брака
- 1994 — настоящее время: Джордж Говард, 13-й граф Карлайл, 13-й лорд Рутвен из Фрилэнда (род. 15 февраля 1949), старший сын предыдущего